# Acanthoplistus murzuni
Acanthoplistus murzuni är en insektsart som beskrevs av Andrej Vasiljevitj Gorochov 1996. Acanthoplistus murzuni ingår i släktet Acanthoplistus och familjen syrsor. Inga underarter finns listade i Catalogue of Life.